# بير سيمبري ألفريدو 2023
بير سيمبري ألفريدو 2023 (بالإيطالية: Per sempre Alfredo 2023)‏ هو سباق دراجات هوائية من فئة  1.1، وهو الموسم الثالث من بير سيمبري ألفريدو ‏، وأقيم في 19 مارس 2023 ضمن سباقات طواف أوروبا للدراجات 2023.
فاز بالمركز الأول فيليكس إنغلهارت، وفاز بالمركز الثاني مارك ستيوارت، وفاز بالمركز الثالث Anders Foldager ‏.

## الفرق
| فرق عالمية (3)- Ineos Grenadiers - EF Education-EasyPost - Team Jayco AlUla فرق برو (6)- بنجوال باوليز ساوكس دبليو بي ‏ - بولتون إكوتيز بلاك سبوك برو سايكلنج 2023 ‏ - فريق إيولو كوميت لركوب الدراجات 2023 ‏ - Green Project-Bardiani CSF-Faizanè - Q36.5 Pro Cycling Team ‏ - Team Solution Tech–Vini Fantini ‏ فرق قارية (10)- بلترامي تي إس أيه–مارشيول ‏ - Biesse–Carrera ‏ - D'Amico–UM Tools ‏ - Gallina Ecotek Lucchini ‏ - جنرال ستور بوتولي زارديني ‏ - أندروني جوكاتولي-سيدرمك ‏ - MG.K vis Colors for Peace ‏ - كولباك-بلان 2023 ‏ - Team Technipes #inEmiliaRomagna ‏ - Sam–Vitalcare–Dynatek ‏ |  |
| |  |

## التصنيف العام النهائي
| التصنيف العام         | التصنيف العام     | التصنيف العام                      | التصنيف العام | التصنيف العام |
| العداء                | العداء            | الفريق                             | الوقت         |               |
| --------------------- | ----------------- | ---------------------------------- | ------------- | ------------- |
| 1                     | فيليكس إنغلهارت   | Jayco AlUla                        | 4 س 31 د 03 ث |               |
| 2                     | مارك ستيوارت      | بلاك سبوك برو سايكلنج ‏             | + 0 ث         |               |
| 3                     | Anders Foldager ‏  | Biesse–Carrera ‏                    | + 0 ث         |               |
| 4                     | Filippo Fiorelli ‏ | Green Project-Bardiani CSF-Faizanè | + 0 ث         |               |
| 5                     | Sergio Meris ‏     | كولباك ‏                            | + 0 ث         |               |
| 6                     | Rémy Mertz ‏       | بنجوال باوليز ساوكس دبليو بي ‏      | + 0 ث         |               |
| 7                     | Kim Heiduk ‏       | Ineos Grenadiers                   | + 0 ث         |               |
| 8                     | Walter Calzoni ‏   | Q36.5 Pro Cycling Team ‏            | + 0 ث         |               |
| 9                     | Álex Martín ‏      | إيولو كوميت ‏                       | + 0 ث         |               |
| 10                    | Lennert Teugels ‏  | بنجوال باوليز ساوكس دبليو بي ‏      | + 0 ث         |               |
|                       |                   |                                    |               |               |
| مصدر: ProCyclingStats |                   |                                    |               |               |

## وصلات خارجية
- الموقع الرسمي
- لمحة عن سباق بير سيمبري ألفريدو 2023 على موقع  ProCyclingStats   (برو  سايكلنج  ستاتس) - إحصاءات  محترفي  الدراجات.
- بير سيمبري ألفريدو 2023 على موقع إحصائيات الدراجات الإحترافية (الإنجليزية)